# مضاد السموم (نظام)

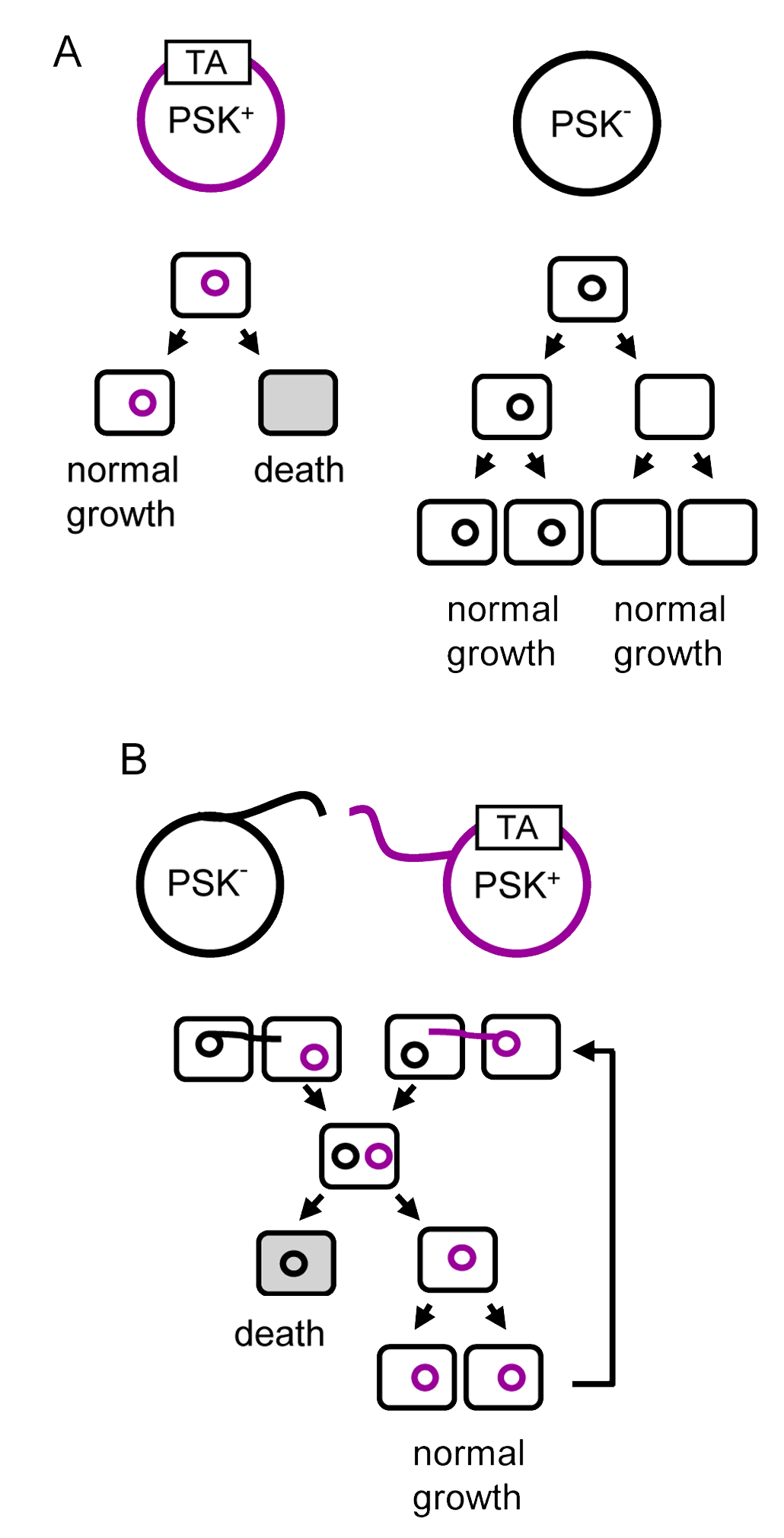
(أ) النقل الجيني العمودي لنظام مضاد السموم. (ب) نقل الجينات الأفقي لنظام مضاد السموم. *يرمز PSK إلى القتل بعد الفصل العنصري وTA يمثل موضع ترميز السم والترياق.

نظام مضاد السموم (بالإنجليزية: Toxin-antitoxin system) هو عبارة عن مجموعة من اثنين أو أكثر من الجينات المرتبطة ارتباطًا وثيقًا والتي تعمل معًا على ترميز كل من بروتين «السموم» و «مضاد السموم» المقابل. يتم توزيع أنظمة مضادات السموم على نطاق واسع في بدائيات النوى، وغالبًا ما تمتلكها الكائنات الحية في نسخ متعددة. عندما يتم احتواء هذه الأنظمة على البلازميدات - عناصر وراثية قابلة للتحويل - فإنها تضمن بقاء الخلايا الوليدة التي ترث البلازميد فقط بعد انقسام الخلية. إذا كان البلازميد غائبًا في الخلية الوليدة، يتحلل الترياق غير المستقر ويقتل البروتين السام المستقر الخلية الجديدة؛ يُعرف هذا باسم «القتل بعد الفصل العنصري».
عادةً ما يتم تصنيف أنظمة مضادات السموم وفقًا لكيفية تحييد مضاد السموم من السم. في نظام مضاد للسموم من النوع الأول، يتم منع ترجمة الحمض النووي الريبي المرسال (mRNA) الذي يشفر السم عن طريق ارتباط مضاد سموم الحمض النووي الريبي الصغير غير المشفر الذي يربط توكسين الرنا المرسال. يتم تثبيط البروتين السام في نظام النوع الثاني بعد التحويل عن طريق الارتباط ببروتين مضاد السموم. تتكون أنظمة مضادات السموم من النوع الثالث من رنا صغير يرتبط مباشرة ببروتين السم ويثبط نشاطه. هناك أيضًا أنواع من الرابع إلى السادس، وهي أقل شيوعًا. غالبًا ما يتم توريث جينات مضادات السموم من خلال النقل الأفقي للجينات وترتبط بالبكتيريا المسببة للأمراض، حيث تم العثور عليها في البلازميدات التي تمنح مقاومة المضادات الحيوية والفوعة.
توجد أيضًا أنظمة مضادات السموم الصبغية، والتي يُعتقد أن بعضها يؤدي وظائف خلوية مثل الاستجابة للضغوط، والتسبب في توقف دورة الخلية والتسبب في موت الخلية المبرمج. من الناحية التطورية، يمكن اعتبار أنظمة مضادات السموم DNA أنانية من حيث أن الغرض من الأنظمة هو التكاثر، بغض النظر عما إذا كانت تفيد الكائن الحي المضيف أم لا. اقترح البعض نظريات تكيفية لشرح تطور أنظمة التكسينات المضادة للسموم. على سبيل المثال، من الممكن أن تكون أنظمة مضادات السموم الصبغية قد تطورت لمنع وراثة عمليات حذف كبيرة من جينوم المضيف. تحتوي أنظمة مضادات السموم على العديد من تطبيقات التكنولوجيا الحيوية، مثل الحفاظ على البلازميدات في خطوط الخلايا، وأهداف المضادات الحيوية، ونواقل الاختيار الإيجابية.

## وظائفه البيولوجية
وتتميز أنظمة السموم المضادة للوسم جيدا بوحدات الإدمان للبلازميدات. واقتُرح أيضاً أن تكون نظم التكسينات المضادة للسموم قد تطورت كنماذج استبعادية من البلازميد. خلية من شأنها أن تحمل اثنين من البلازميدات من نفس المجموعة عدم التوافق في نهاية المطاف توليد اثنين من بنات الخلايا التي تحمل إما plasmid. وينبغي أن واحدة من هذه البلازميدات ترميز لنظام TA، «التشريد» من قبل نظام آخر TA خالية من البلازميد سيمنع ميراثها وبالتالي الحث على القتل بعد الفصل العنصري. وقد تم تأكيد هذه النظرية من خلال نمذجة الكمبيوتر. ويمكن أيضاً العثور على نظم مضادة للسموم على عناصر وراثية متنقلة أخرى مثل المواثرات المترافقة والبكترية المعتدلة ويمكن أن تكون متورطة في صيانة هذه العناصر ومنافسة تلك العناصر.
يمكن أن تمنع أنظمة مضادات السموم الحذف الكبير الضار في الجينوم البكتيري، على الرغم من أن الحذف من مناطق الترميز الكبيرة قاتلة لخلية الابنة بغض النظر عن ذلك. وفي فيبريو الكوليرا، تبين أن نظماً متعددة من النوع الثاني للسموم المضادة للسموم الموجودة في إنتيغورون فائقة المفعول تمنع فقدان الكاسيتات الجينية.

### استقرار ولياقة الحمض النووي المتحرك
كما هو مذكور أعلاه، تتميز أنظمة مضادات السموم بأنها وحدات إدمان البلازميد. تم اقتراح أن أنظمة مضادات السموم قد تطورت كوحدات استبعاد البلازميد. الخلية التي ستحمل بلازميدين من نفس مجموعة عدم التوافق ستنتج في النهاية خليتين من بنات تحمل أيًا من البلازميد. إذا تم ترميز أحد هذه البلازميدات لنظام TA ، فإن «إزاحته» بواسطة نظام بلازميد آخر خالٍ من TA سيمنع توريثه وبالتالي يؤدي إلى القتل بعد الفصل العنصري. تم تأكيد هذه النظرية من خلال النمذجة الحاسوبية. ويمكن أيضا أنظمة السامة الترياق يمكن العثور على غيرها من العناصر الجينية المحمولة مثل اقترانية ترانسبوزونات والمعتدلة البكتيريا ويمكن أن تكون متورطة في صيانة والمنافسة من هذه العناصر.

### استقرار الجينوم

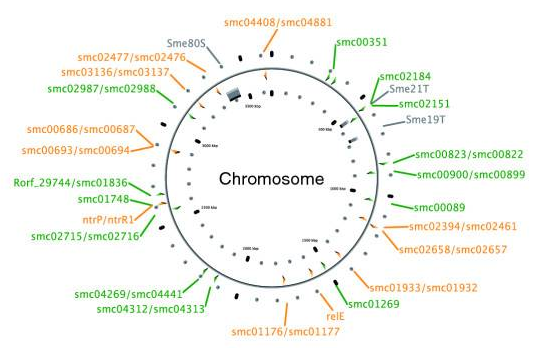
خريطة كروموسوم لـ Sinorhizobium meliloti ، مع أنظمة 25 كروموسوم من السموم المضادة للسموم. تم تأكيد المواقع ذات العلامات البرتقالية من خلال أنظمة TA المؤكدة وتظهر الملصقات الخضراء الأنظمة المفترضة.

يمكن أن تمنع أنظمة مضادات السموم عمليات الحذف الكبيرة الضارة في الجينوم البكتيري، على الرغم من أنه يمكن القول إن حذف مناطق الترميز الكبيرة يكون قاتلًا للخلية الوليدة بغض النظر. في Vibrio cholerae ، تم إثبات أن العديد من أنظمة مضادات السموم من النوع الثاني الموجودة في super-Integron تمنع فقدان أشرطة الجينات.

### موت الخلية الإيثاري
mazEF ، وهو موضع مضاد للسموم موجود في E. coli والبكتيريا الأخرى للحث على موت الخلايا المبرمج استجابة للجوع، وتحديداً نقص الأحماض الأمينية. سيؤدي هذا إلى إطلاق محتويات الخلية لامتصاصها من قبل الخلايا المجاورة، مما يحتمل أن يمنع موت الأقارب، وبالتالي زيادة اللياقة الشاملة للخلية التي هلكت. سيكون هذا مثالًا على الإيثار وكيف يمكن للمستعمرات البكتيرية أن تشبه الكائنات متعددة الخلايا.  ومع ذلك، فإن «PCD بوساطة mazEF» تم دحضه إلى حد كبير من خلال العديد من الدراسات.  

### تحمل الإجهاد
تنص نظرية أخرى على أن أنظمة مضادات السموم الصبغية مصممة لتكون جراثيم بدلاً من جراثيم. RelE ، على سبيل المثال، هو مثبط عالمي للترجمة، يتم إحداثه أثناء إجهاد المغذيات. من خلال إيقاف الترجمة تحت الضغط، يمكن أن تقلل من فرصة المجاعة عن طريق خفض متطلبات المغذيات للخلية. ومع ذلك، فقد تبين أن العديد من أنظمة مضادات السموم، بما في ذلك relBE ، لا تعطي أي ميزة تنافسية تحت أي ظروف إجهاد. 

### مكافحة الإدمان
لقد تم اقتراح أن متماثلات الكروموسومات لأنظمة مضادات السموم البلازميدية قد تعمل كوحدات مضادة للإدمان، والتي من شأنها أن تسمح للنسل بفقدان البلازميد دون التعرض لتأثيرات السم الذي يشفره. على سبيل المثال، يمكن لنسخة كروموسومية من مضاد سم ccdA المشفر في كروموسوم Erwinia chrysanthemi تحييد سم ccdB المشفر على البلازميد F وبالتالي منع تنشيط السموم عند فقد هذا البلازميد. وبالمثل، فإن مضاد السموم ataR المشفر على كروموسوم الإشريكية القولونية O157: H7 قادر على تحييد ذيفان ataT P المشفر على البلازميدات الموجودة في الإشريكية القولونية المعوية الأخرى.

### حماية فايج
تم إثبات أن أنظمة مضادات السموم من النوع الثالث (AbiQ) تحمي البكتيريا من العاثيات بإيثار.  أثناء العدوى، تقوم العاثيات باختطاف النسخ والترجمة، مما قد يمنع تجديد مضادات السموم ويطلق السم، مما يؤدي إلى ما يسمى «عدوى فاشلة».   وقد لوحظت تأثيرات وقائية مماثلة مع النوع الأول،  النوع الثاني،  والنوع الرابع (أبي إي)  أنظمة التوكسين المضادة للسموم.
يمكن أن يحدث البدء الفاشل (Abi) أيضًا بدون أنظمة مضادات السموم، ويوجد العديد من بروتينات Abi من الأنواع الأخرى. تعمل هذه الآلية على وقف تكرار العاثيات، وحماية السكان بشكل عام من الأذى.

### ثبات مضادات الميكروبات
عندما يتم تحدي البكتيريا بالمضادات الحيوية، فإن مجموعة سكانية فرعية صغيرة ومتميزة من الخلايا قادرة على تحمل العلاج من خلال ظاهرة يطلق عليها اسم «المثابرة» (لا ينبغي الخلط بينها وبين المقاومة). نظرًا لخصائصها المضادة للجراثيم، فقد كان يُعتقد سابقًا أن أنظمة مضادات السموم من النوع الثاني مسؤولة عن الثبات، عن طريق تحويل جزء صغير من السكان البكتيرية إلى حالة نائمة. ومع ذلك، فقد تم إبطال هذه الفرضية على نطاق واسع.  

### الحمض النووي الأناني
تم استخدام أنظمة مضادات السموم كأمثلة للحمض النووي الأناني كجزء من وجهة نظر التطور الجينية. لقد تم الافتراض بأن مواقع مضادات السموم تعمل فقط للحفاظ على الحمض النووي الخاص بها، على حساب الكائن الحي المضيف.   وبالتالي، فإن أنظمة مضادات السموم الصبغية لن تؤدي أي غرض ويمكن معاملتها على أنها «دنا غير مرغوب فيه». على سبيل المثال، تبين أن نظام ccdAB المشفر في كروموسوم الإشريكية القولونية O157: H7 يخضع للاختيار السلبي، وإن كان بمعدل بطيء بسبب خصائصه المسببة للإدمان.

## أنواع النظام

### النوع الأول
تعتمد أنظمة مضادات السموم من النوع الأول على الاقتران الأساسي بين الحمض النووي الريبي المضاد التكميلي مع مرنا التوكسين. يتم بعد ذلك منع ترجمة mRNA إما عن طريق التحلل عبر RNase III أو بإغلاق تسلسل Shine-Dalgarno أو موقع ربط الريبوسوم الخاص بالسموم mRNA. غالبًا ما يتم ترميز السم ومضاد السموم على خيوط متقابلة من الحمض النووي. المنطقة المتداخلة 5 ' أو 3' بين الجينين هي المنطقة المشاركة في الاقتران الأساسي التكميلي، عادةً ما بين 19-23 زوجًا من القواعد المتجاورة.
السموم من النوع الأول عبارة عن بروتينات صغيرة كارهة للماء تمنح السمية عن طريق إتلاف أغشية الخلايا.  تم تحديد عدد قليل من الأهداف داخل الخلايا من السموم من النوع الأول، ربما بسبب الطبيعة الصعبة لتحليل البروتينات السامة لمضيفيها البكتيريين.
تتضمن أنظمة النوع الأول أحيانًا مكونًا ثالثًا. في حالة نظام hok / sok ذي الخصائص الجيدة ، بالإضافة إلى hokoxin وsok antitoxin ، هناك جين ثالث يسمى mok . يتداخل إطار القراءة المفتوح هذا بشكل كامل تقريبًا مع إطار التوكسين، وتعتمد ترجمة السم على ترجمة هذا المكون الثالث. وبالتالي، فإن ارتباط مضاد السموم بالسم يكون أحيانًا تبسيطًا، وفي الواقع يرتبط مضاد السموم بحمض نووي ثالث، والذي يؤثر بعد ذلك على ترجمة السموم. 

#### أمثلة على الأنظمة
| توكسين                       | أنتيتوكسين                   | ملاحظات | المرجع.       |
| ---------------------------- | ---------------------------- | --- | ------------- |
| hok                          | sok                          | النظام الأصلي والأكثر فهماً من النوع الأول المضاد للسموم (في الصورة)، والذي يعمل على تثبيت البلازميدات في عدد من البكتيريا سالبة الجرام                      | [ 34 ]        |
| fst                          | محدد الاستقرار الاسمي RNAII  | أول نظام من النوع الأول يتم التعرف عليه في البكتيريا موجبة الجرام                                                                                           | [ 37 ]        |
| نظام مضادات السموم TisB-IstR | نظام مضادات السموم TisB-IstR | نظام كروموسومي مستحث في استجابة SOS | [ 38 ]        |
| ldrD                         | rdld                         | نظام الكروموسومات في Enterobacteriaceae | [ 39 ]        |
| نظام مضاد السموم FlmA-FlmB   | flmB                         | متماثل hok / sok ، والذي يعمل أيضًا على استقرار بلازميد F | [ 40 ]        |
| متلازمة القولون المتهيج      | sib                          | اكتشف هذا المضاد في المناطق الجينية للإشريكية القولونية ، وكان يسمى في الأصل QUAD RNA                                                                       | [ 41 ]        |
| txpA / brnT                  | ratA                         | يضمن وراثة عنصر الجلد أثناء التبويض في العصوية الرقيقة | [ 42 ]        |
| symE                         | symR                         | نظام كروموسومي مستحث في استجابة SOS | [ 43 ]        |
| XCV2162                      | ptaRNA1                      | نظام تم تحديده في Xanthomonas campestris مع توزيع غير منتظم للتطور.                                                                                         | [ 44 ]        |
| timP                         | timR                         | تم تحديد نظام كروموسومي في السالمونيلا | [ 45 ]        |
| aapA1                        | ISOA1                        | وحدة TA من النوع 1 في Helicobacter pylori | [ 46 ]        |
| sprA1                        | sprA1as                      | تقع داخل جزيرة S. aureus الصغيرة المُمرضة (SaPI). أكواد SprA1 لببتيد صغير سام للخلايا، PepA1 ، الذي يعطل أغشية بكتريا S. aureus وكريات الدم الحمراء المضيفة. | [ 47 ] [ 48 ] |

### النوع الثاني

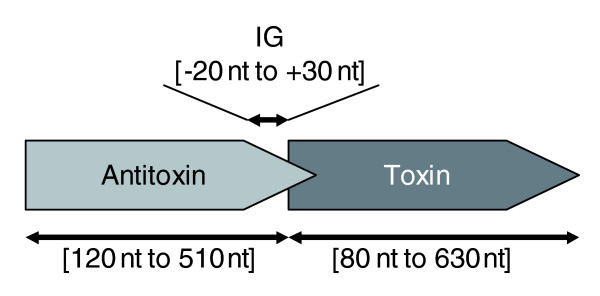
السياق الجيني لموضع نموذجي من النوع الثاني لمضادات السموم ، تم إنتاجه أثناء تحليل المعلوماتية الحيوية

اكتب II أنظمة السامة الترياق عادة ما تكون مفهومة، أفضل من نوع I.  في هذا النظام عطوب proteic الترياق بإحكام الربط ويحول دون نشاط السم مستقرة.  أكبر عائلة من أنظمة مضاد السموم من النوع الثاني هي vapBC ،  والتي تم العثور عليها من خلال أبحاث المعلوماتية الحيوية لتمثل ما بين 37 و 42 ٪ من جميع مواقع النوع الثاني المتوقعة.   يتم تنظيم أنظمة النوع الثاني في عوامل مع وجود البروتين المضاد للسموم عادةً في الجزء العلوي من السم، مما يساعد على منع التعبير عن السم بدون مضاد السم. يبلغ طول البروتينات عادةً حوالي 100 حمض أميني،  وتظهر سمية بعدة طرق: يؤثر CcdB ، على سبيل المثال، على تكرار الحمض النووي عن طريق تسميم الحمض النووي gyrase ‏  حين أن سموم MazF و RelE هي نوكلياز داخلية تشق mRNAs الخلوية في زخارف تسلسل محدد.  النشاط السام الأكثر شيوعًا هو البروتين الذي يعمل بمثابة نوكلياز داخلي، يُعرف أيضًا باسم interferase (التداخل). 
إحدى السمات الرئيسية لاتفاقيات المساعدة التقنية هي التنظيم الذاتي. يرتبط مركب البروتين المضاد للسموم والسموم بالمشغل الموجود في بداية جينات TA. ينتج عن هذا قمع مشغل TA. مفتاح التنظيم هو (1) الترجمة التفاضلية لبروتينات TA و (2) التحلل البروتيني التفاضلي لبروتينات TA. كما أوضح «نموذج الترجمة-reponsive»،  درجة التعبير تتناسب عكسًا مع تركيز مجمع TA القمعي. يتناسب تركيز مركب TA بشكل مباشر مع معدل الترجمة العالمي. كلما ارتفع معدل الترجمة زاد تعقيد TA وأقل نسخ TA mRNA. خفض معدل الترجمة، وأقل من مركب TA وأعلى التعبير. ومن ثم، فإن التعبير النسخي لأوبرون TA يتناسب عكسيا مع معدل الترجمة.
يمكن أحيانًا مشاركة بروتين ثالث في أنظمة مضاد السموم من النوع الثاني. في حالة نظام ω-ε-ζ (omega-epsilon-zeta)، فإن بروتين أوميغا هو بروتين مرتبط بالحمض النووي ينظم بشكل سلبي نسخ النظام بأكمله. وبالمثل، فإن بروتين paaR2 ينظم التعبير عن نظام التوكسين المضاد للسموم paaR2-paaA2-parE2. يمكن العثور على أنظمة مضادات السموم الأخرى مع مرافق كمكون ثالث. هذا المرافِق ضروري للطي المناسب لمضاد السموم، مما يجعل الترياق مدمنًا على مرافقه المشابه.

#### أمثلة على الأنظمة
| توكسين                                         | أنتيتوكسين                                     | ملاحظات                                               | المرجع. |
| ---------------------------------------------- | ---------------------------------------------- | ----------------------------------------------------- | ------- |
| نظام مكافحة السموم من النوع الثاني CcdA / CcdB | نظام مكافحة السموم من النوع الثاني CcdA / CcdB | وجدت على البلازميد F من الإشريكية القولونية           | [ 51 ]  |
| نظام مضاد السموم من النوع الثاني ParDE         | نظام مضاد السموم من النوع الثاني ParDE         | وجدت في نسخ متعددة في Caulobacter crescentus          | [ 59 ]  |
| mazF                                           | mazE                                           | توجد في E. coli وفي كروموسومات بكتيريا أخرى           | [ 23 ]  |
| yafO                                           | yafN                                           | نظام ناتج عن استجابة SOS لتلف الحمض النووي في E. coli | [ 60 ]  |
| hica                                           | hicB                                           | وجدت في العتائق والبكتيريا                            | [ 61 ]  |
| kid                                            | kis                                            | يثبت البلازميد R1 ويرتبط بنظام CcdB / A               | [ 16 ]  |
| ζ                                              | ε                                              | توجد في الغالب في البكتيريا موجبة الجرام              | [ 56 ]  |
| ataT                                           | ataR                                           | توجد في E. coli و Klebsiella spp.                     | [ 62 ]  |

### النوع الثالث
تعتمد أنظمة مضادات السموم من النوع الثالث على التفاعل المباشر بين البروتين السام ومضاد سم الحمض النووي الريبي. يتم تحييد الآثار السامة للبروتين بواسطة جين RNA. أحد الأمثلة على ذلك هو نظام ToxIN من مسببات الأمراض البكتيرية Erwinia carotovora . يبلغ طول بروتين ToxN السام حوالي 170 من الأحماض الأمينية وقد ثبت أنه سام للإشريكية القولونية . تم تثبيط النشاط السام لـ ToxN بواسطة ToxI RNA ، وهو RNA مع 5.5 تكرار مباشر لعزر نيوكليوتيد 36 (AGGTGATTTGCTACCTTTAAGTGCAGCTAGAAATTC).   وجد التحليل البلوري لـ ToxIN أن تثبيط ToxN يتطلب تكوين مركب ToxIN ثلاثي، حيث تربط ثلاثة مونومرات ToxI ثلاثة مونومرات ToxN ؛ يتم تجميع المركب معًا عن طريق تفاعلات بروتينية واسعة النطاق.

### النوع الرابع
تشبه أنظمة مضادات السموم من النوع الرابع أنظمة النوع الثاني، لأنها تتكون من بروتينين. على عكس أنظمة النوع الثاني، فإن مضاد السم في أنظمة مضاد السموم من النوع الرابع يقاوم نشاط السم، ولا يتفاعل البروتينان بشكل مباشر. 

### النوع الخامس
ghoST هو نظام مضاد للسموم من النوع V ، حيث يشق مضاد السموم (GhoS) ghoT mRNA. يتم تنظيم هذا النظام بواسطة نظام النوع الثاني، mqsRA.

### النوع السادس
socAB هو نظام مضاد للسموم من النوع السادس تم اكتشافه في Caulobacter crescentus . يعزز مضاد السم، SocA ، تحلل السم، SocB ، بواسطة البروتيز ClpXP.

## تطبيقات التكنولوجيا الحيوية
بدأت تطبيقات التكنولوجيا الحيوية لأنظمة التوكسين المضادة للسموم تتحقق من قبل العديد من منظمات التكنولوجيا الحيوية.  الاستخدام الأساسي هو الحفاظ على البلازميدات في مزرعة خلايا بكتيرية كبيرة. في تجربة لفحص فعالية موقع hok / sok ، وجد أن الاستقرار الفصل للبلازميد المُدرج الذي يعبر عن بيتا غالاكتوزيداز قد زاد بنسبة تتراوح بين 8 و 22 مرة مقارنة بثقافة تحكم تفتقر إلى نظام مضاد السموم.  في نطاق واسع الكائنات الحية الدقيقة عمليات مثل التخمير، وخلايا ذرية تفتقر البلازميد إدراج غالبا ما يكون أعلى لياقة بدنية من أولئك الذين يرثون البلازميد ويمكن تكومبيتي الكائنات الحية الدقيقة مرغوب فيه. يحافظ نظام مضاد السموم على البلازميد وبالتالي يحافظ على كفاءة العملية الصناعية. 
بالإضافة إلى ذلك، قد تكون أنظمة مضادات السموم هدفًا مستقبليًا للمضادات الحيوية. يمكن أن يساعد تحريض وحدات انتحارية ضد مسببات الأمراض في مكافحة المشكلة المتنامية لمقاومة الأدوية المتعددة.
ضمان قبول البلازميد للإدخال مشكلة شائعة في استنساخ الحمض النووي. يمكن استخدام أنظمة مضادات السموم للاختيار الإيجابي فقط لتلك الخلايا التي تناولت بلازميدًا يحتوي على الجين المُدخَل محل الاهتمام، وفحص تلك التي تفتقر إلى الجين المُدخل. مثال على هذا التطبيق يأتي من التوكسين المشفر ccdB ، والذي تم دمجه في ناقلات البلازميد. ثم يتم استهداف الجين المعني لإعادة الاتحاد في موضع ccdB ، مما يؤدي إلى تعطيل نسخ البروتين السام. وبالتالي، فإن الخلايا التي تحتوي على البلازميد ولكن لا تحتوي على الملحق، تموت بسبب التأثيرات السامة لبروتين CcdB ، وتبقى فقط تلك التي تحتوي على الملحق. 
تطبيق مثال آخر يتضمن كلا من توكسين CcdB ومضاد سم CcdA. تم العثور على CcdB في الجينوم البكتيري المؤتلف ويتم إدخال نسخة معطلة من CcdA في ناقل بلازميد خطي. يتم إضافة تسلسل إضافي قصير إلى الجين المعني الذي ينشط الترياق عند حدوث الإدخال. هذا الأسلوب يضمن التوجه محددة الإدراج الجينات. 
يجب احتواء الكائنات المعدلة وراثيًا في منطقة محددة مسبقًا أثناء البحث.  يمكن أن تتسبب أنظمة مضادات السموم في انتحار الخلايا في ظروف معينة، مثل الافتقار إلى وسيط نمو خاص بالمختبر لن يصادفوه خارج نطاق المختبر الخاضع للرقابة.  

## روابط خارجية
- راستا - المسح الآلي السريع للسموم ومضادات السموم في البكتيريا.